# ヨハネス・シューラー
ヨハネス・シューラー（Johannes Schüler, 1894年6月21日 - 1966年10月3日）はドイツの指揮者。

## 略歴
ノイマルク地方のヴェッズの生まれ。ベルリン高等音楽院卒。
1920年からグライヴェッツ、1922年からケーニヒスベルク、1924年 - 1928年までハノーファー市立歌劇場で補助指揮者を務め、1932年からオルデンブルクの音楽監督になった。
1933年からはエッセン市の音楽総監督となり、1936年から1949年までベルリン国立歌劇場の指揮者を務めた。
1949年以降はハノーファーの歌劇場の音楽総監督を務めていたが、1960年からはベルリン国立歌劇場でもタクトを振っている。
1966年にベルリンで死去。